# Drepung

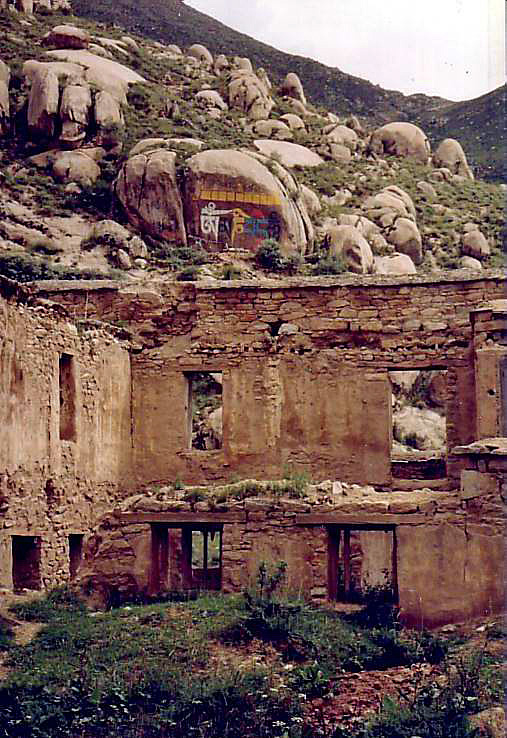
Schade aan het klooster, 1993

Het Drepungklooster is een van de drie grote kloosters van de gelug van Tibet. De andere twee zijn Ganden en Sera. Drepung is het grootste klooster in Tibet en was het grootste klooster van alle religies in de wereld. Het werd in 1416 gesticht door Jamyang Chöje, een leerling van Tsongkhapa, de oprichter van de gelugschool. Het klooster bevindt zich op Gambo Utse-berg, 5 kilometer van de westelijke voorstad van Lhasa. Voor de invasie van Tibet in 1959 waren er 15.000 monniken in het klooster.
Drepung is onderverdeeld in zeven grote tratsangs, ofwel colleges: Gomang (sGo-mang), Loseling (Blo-gsal gling), Deyang (bDe-dbyangs), Shagkor (Shag-skor), Gyelwa (rGyal-ba) of Tosamling (Thos-bsam gling), Dulwa ('Dul-ba) en Ngagpa (sNgags-pa).
Tegenwoordig is het klooster veel kleiner met een paar honderd monniken. Het klooster is doorgezet in Karnata, India op land die door minister-president Jawaharlal Nehru ter beschikking is gesteld aan de Tibetaanse gemeenschap in ballingschap. Dit klooster heeft ongeveer 10.000 monniken.
Drepung staat sinds 1982 op de lijst van culturele erfgoederen in de Tibetaanse Autonome Regio.

## Galerij

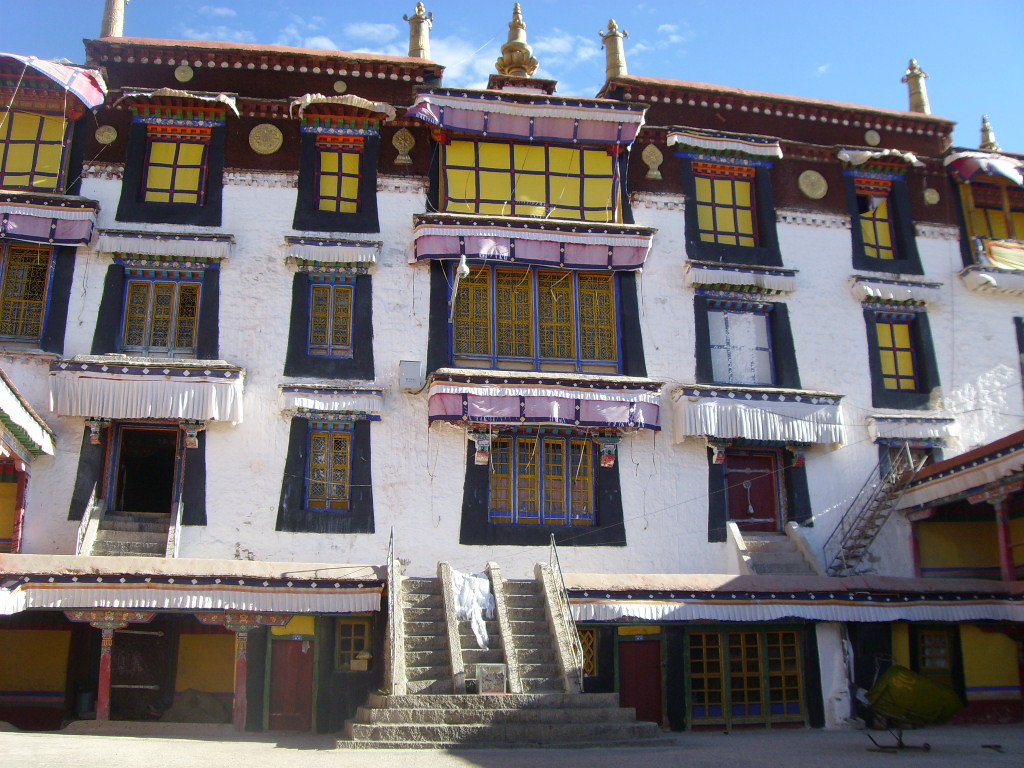
Ganden Phodrang
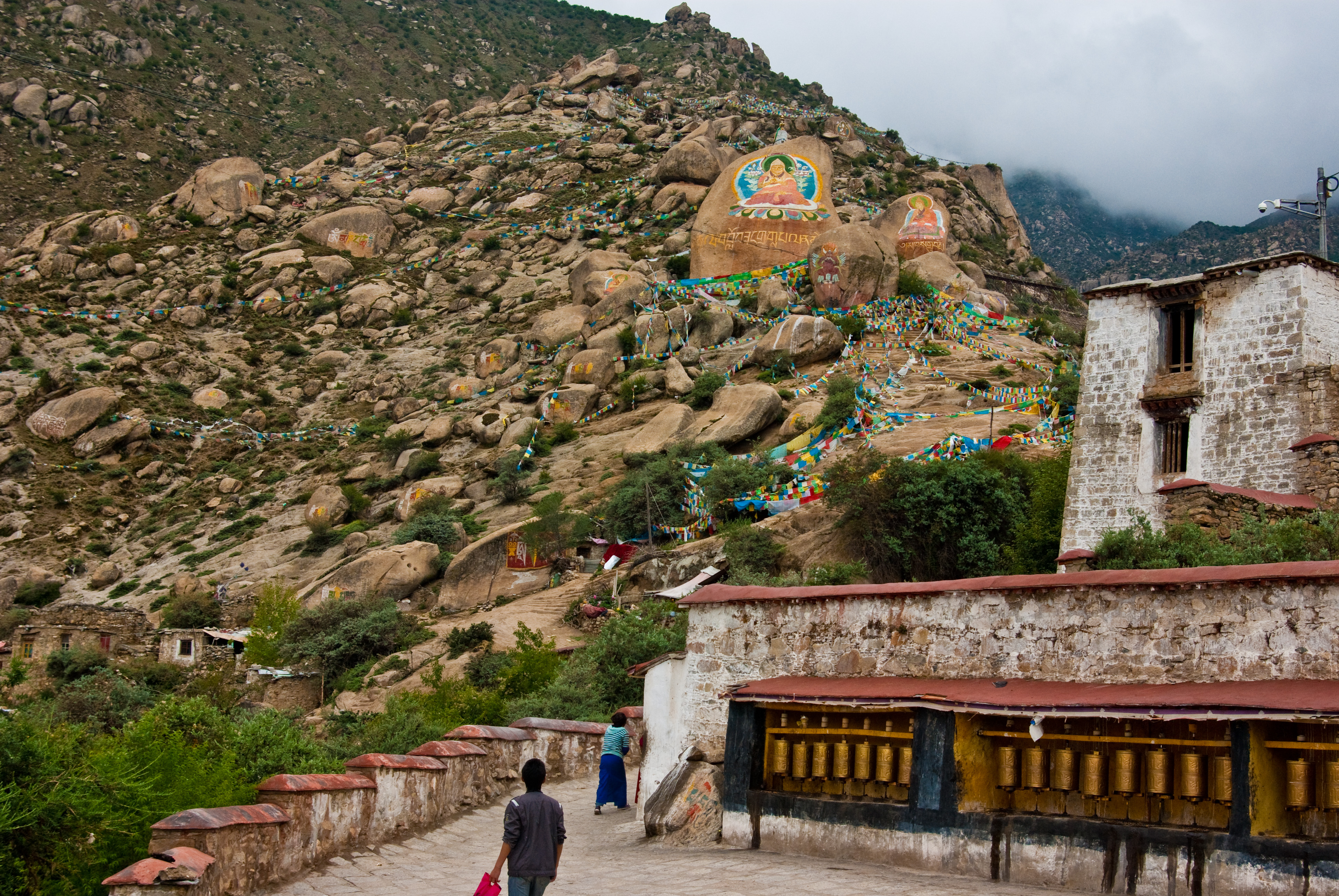
Rotswand met mani-stenen
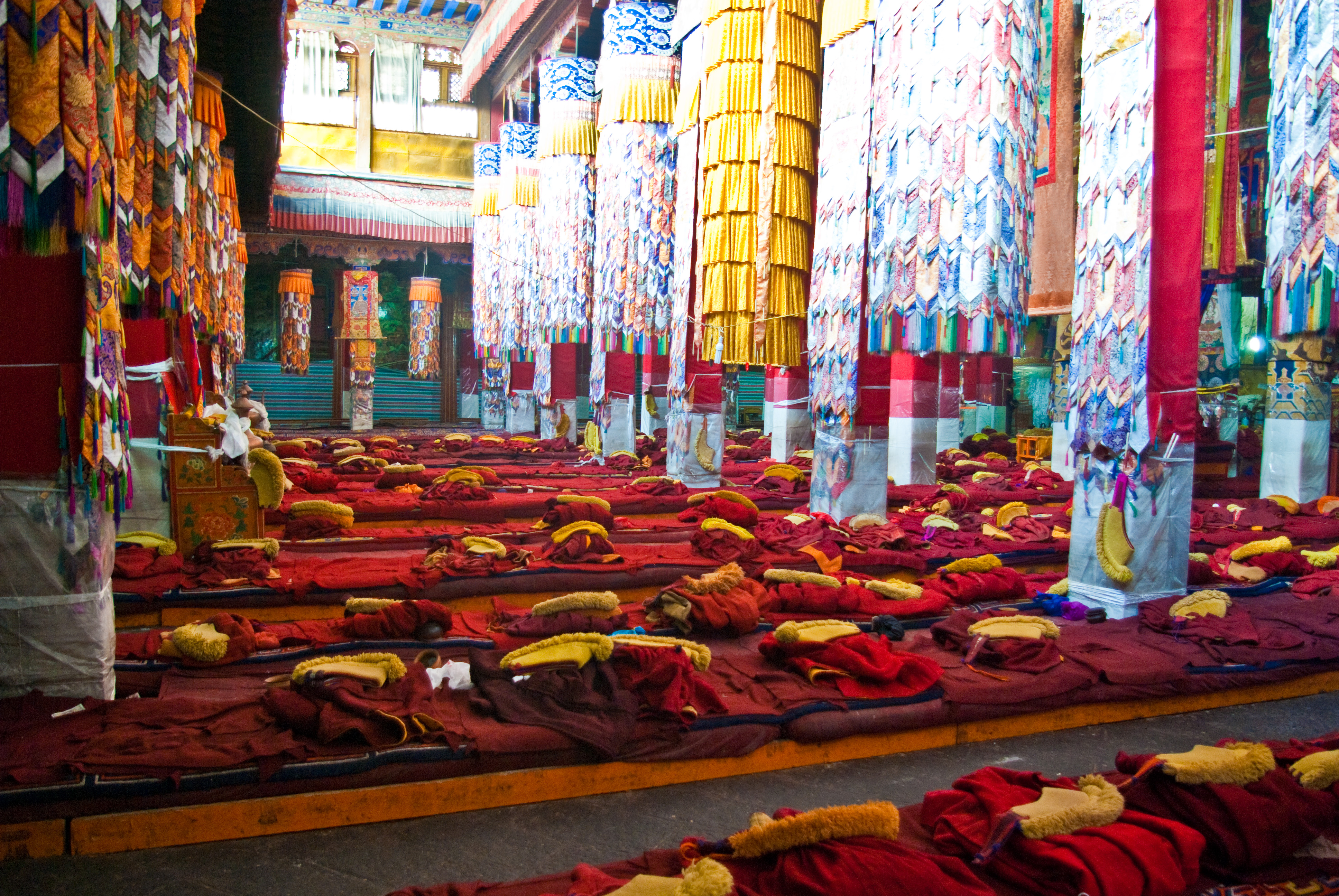
Zaal in Drepung
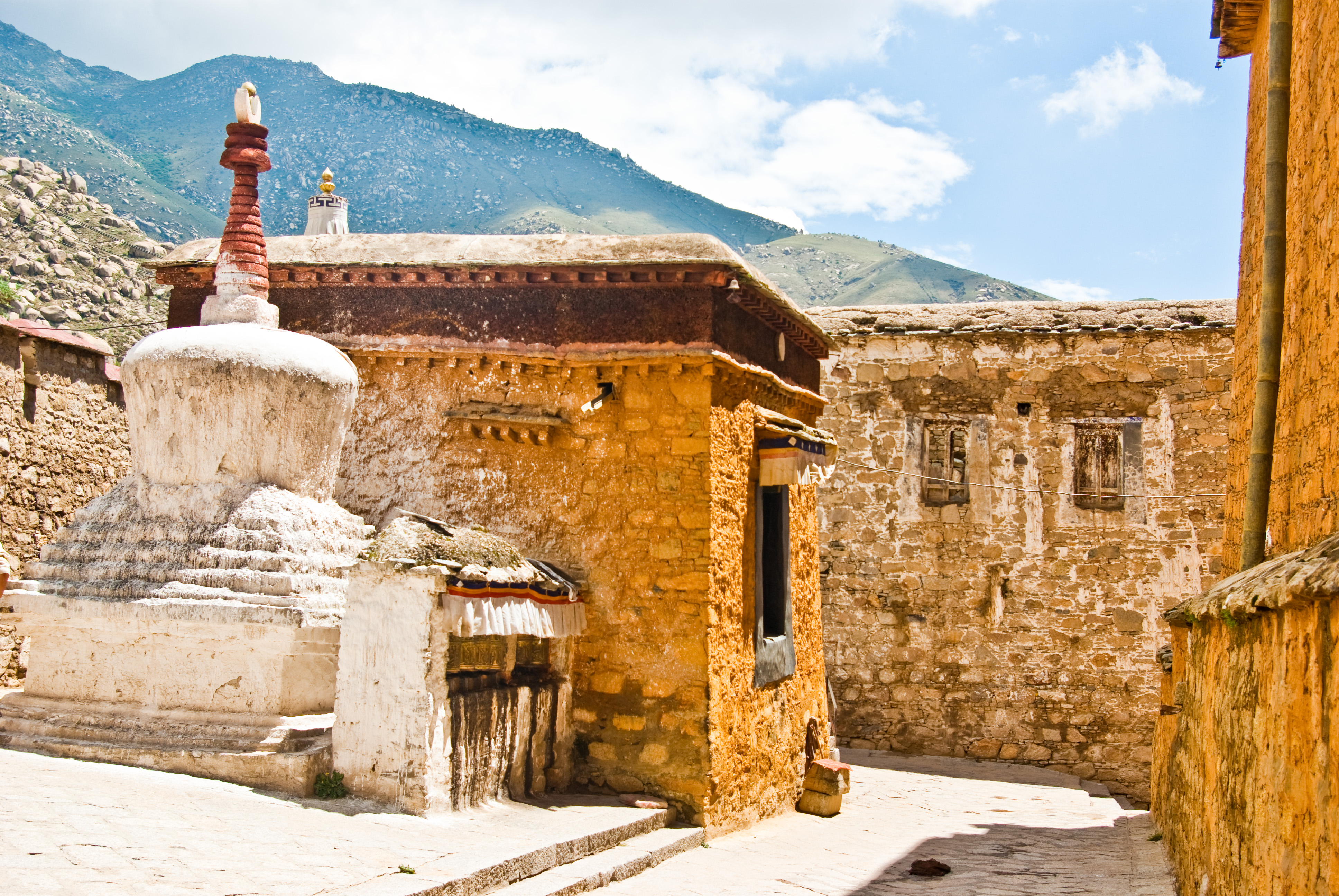
Drepung (2009)
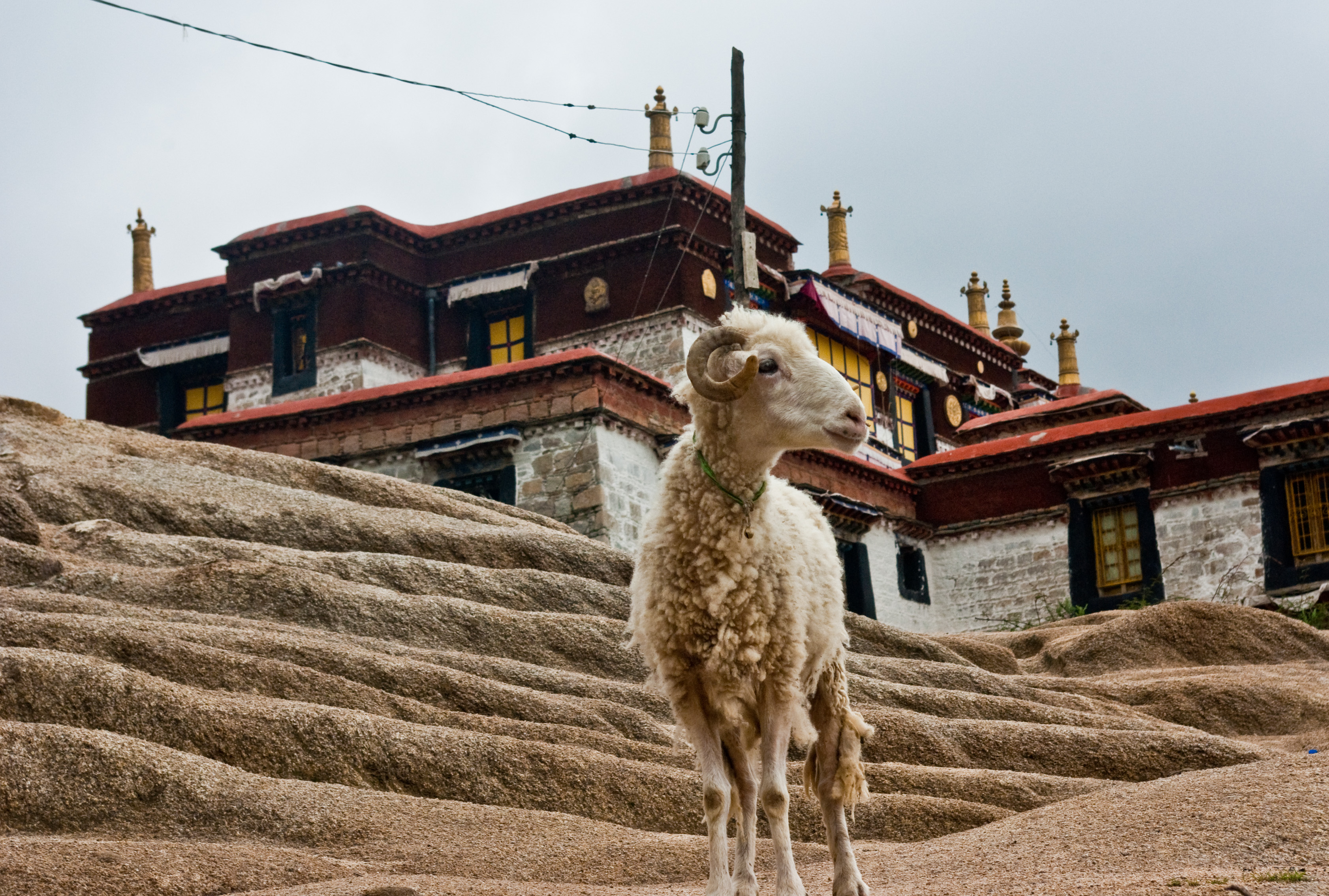
Bokje bij Drepung